# Jorge A. Jiménez
Jorge A. Jiménez (Zaragoza, Coahuila; 28 de enero de 1981) es un actor y guionista mexicano, conocido por interpretar a Luis Donaldo Colosio en la serie de Netflix, Historia de un Crimen: Colosio, a Pancho Villa en la serie Pancho Villa: El Centauro del Norte.y el papá de Erick en la serie El secreto del río de Netflix. 

## Trayectoria
Jorge Jiménez es originario de Zaragoza, Coahuila, México. Estudió dirección de teatro en San Marcos, Texas y más adelante se fue a Miami para probar fortuna e intentar entrar a la televisión. Sin embargo, optó por regresar a San Antonio, Texas, para comenzar a realizar cine independiente.
En 2006 debutó como actor en la cinta I Love Miami y al año siguiente protagonizó el video Clemente (2007). En 2009 protagonizó la cinta Desdemona: A Love Story, donde actuó junto a Uma Thurman. Participó en cintas como Hermoso Silencio (2010), con la que ganó diferentes premios en festivales y en exitosas series como Narcos: México (2018) de Netflix. 
Interpretó a Luis Donaldo Colosio, el candidato del Partido Revolucionario Institucional a la Presidencia de México asesinado en 1994 para la serie original de Netflix Historia de un Crimen: Colosio (2019). Entre sus proyectos más recientes se encuentran las cintas Alita: Ángel de combate (2019) y Destierro (2019).
En 2023 protagonizó la serie Pancho Villa: El Centauro del Norte interpretando al personaje principal Pancho Villa.